# Mantas Kalnietis
Mantas Kalnietis, né le 6 septembre 1986 à Kaunas, dans la République socialiste soviétique de Lituanie, est un joueur lituanien de basket-ball, évoluant aux postes de meneur et d'arrière.

## Biographie
En juillet 2015, Kalnietis quitte le Lokomotiv Kouban-Krasnodar et retourne au Žalgiris Kaunas avec lequel il signe un contrat d'un an.
À l'été 2018, il signe en France avec l'ASVEL Lyon-Villeurbanne. Il remporte la coupe et le championnat de France avec sa formation.
Kalnietis joue la saison 2020-2021 avec le Lokomotiv Kouban-Krasnodar et est nommé meilleur joueur (MVP) de la VTB United League. Il est aussi le meilleur passeur de la saison.
En juin 2021, il retourne au Žalgiris Kaunas où il signe un contrat pour deux saisons.

## Palmarès

### Sélection nationale
- Championnat du monde
  -  3e du championnat du monde 2010
- Championnat d'Europe
  -  Médaille d'argent au Championnat d'Europe 2013

### Club
- Vainqueur de la Ligue baltique : 2008, 2010, 2011 et 2012 (Žalgiris Kaunas)
- Champion de Lituanie : 2007, 2008, 2011, 2012
- Vainqueur de la Coupe de Lituanie : 2007, 2008, 2022
- Vainqueur de l'EuroCoupe 2013
- Vainqueur de la Coupe de France : 2019
- Champion de France : 2019